# Sinar Surya
Sinar Surya is een plaats in het bestuurlijke gebied Bangka Barat in de provincie Bangka-Belitung, Indonesië. De plaats telt 1860 inwoners (volkstelling 2010).